# Sandu Sturza
Sandu (Alexandru) Sturza (n. cca. 1685 – d. 1754/1756) a fost un boier moldovean, mare ban în divanul Moldovei, care a preluat împreună cu marele spătar Constantin Costache  căimăcămia Moldovei în perioada septembrie–octombrie 1726, între sfârșitul celei de-a treia domnii a lui Mihail Racoviță și prima domnie a lui Grigore II Ghica.:p. 97

## Familie
A fost fiul marelui vistiernic Ion Sturza și a primei sale soții Irina Bucium. S-a căsătorit în 1716 cu Sanda Paladi cu care a avut împreună șapte sau opt copii (cinci băieți și două sau trei fete):
- Dumitru Sturza, mare ban al Țării Românești și Mare Logofăt al Moldovei, căsătorit cu Ruxandra Ghica;
- Ioan Sturza, mare vistiernic al Moldovei, căsătorit cu Eudochia Caliarhi (Florescu);
- Constantin Sturza, mare logofăt al Moldovei, căsătorit cu Maria Razu;
- Ștefan Sturza, mare ban al Moldovei, căsătorit cu Ruxandra Mamona;
- Catrina Sturza, căsătorită cu Lupu Bogdan, mare vornic;
- Maria Sturza, căsătorită cu Andrei Rosetti-Roznovanu, mare logofăt;
- Vasile Sturza, mare paharnic al Moldovei;[1]
- Ancuța Sturza, logodită în 1755 cu François Linchou (1719-1760), nobil de origine franceză.[3], mare sulger, mare vameș în domnia lui Constantin-vodă Racoviță, secretar privat al Domnitorului[4]

## Dregătorii
Prima menționare a lui Sandu Sturza  apare în „Cronica Anonimă a Moldovei” a cronicarului Alexandru Amiras, pe timpul tentativei din ianuarie 1717 a căpitanului Ferenț de a-l captura pe domnul Mihai Racoviță. Cu o zi înainte de sosirea trupelor imperiale, marele clucer Sandu Sturza l-a avertizat pe domn despre această intenție și plecarea trupelor austriece conduse de Ferenț spre Iași, „Mihai vodă nu credea, căci el avea zece slujitori de strajă la Târgu Frumos”.:p. 126
Mihai Racoviță nu avea să uite acest serviciu și, în august 1720, l-a numit pe Sandu Sturza mare ban, dăruindu-i totodată și moșiile unuia dintre boierii „care s-au hiclenit”, este vorba de lui Vasile Ceaurul, ca răsplată pentru „dreaptă și încredințată slujbă ce-au slujit domniei mele și țării. Pentru căci și când au venit Frențe căpitanul și cu Velicico sulgeriul cu catanile asupra noastră, iar de la dumnealui am avut știre de venirea acelor tâlhari asupra noastră la Iași”.:p. 520
După mazilirea lui Mihail Racoviță și prin intervențiile lui Grigore II Ghica care-i era rudă, Sandu Sturza împreună cu Marele Vornic Constantin Costache a asigurat, în perioada septembrie-octombrie 1726,  conducerea interimară a statului moldovean, în calitate de caimacam.:pp 186-187
Odată cu prima domnie a vărului său Grigore II Ghica, marele boier Sandu Sturza a avut un rol politic important în Moldova, îndeplinind cele mai înalte dregătorii: mare logofăt, mare spătar, mare vistier, hatman sau mare vornic al Țării de Jos. Totodată, până în 1753, a făcut parte din opt căimăcămii.:pp 185-192
În 1743, vel logofătul Sandu Sturza este numit caimacam la plecarea din domnie a lui Constantin Mavrocordat.:p. 341
În iunie 1747, tot ca vel logofăt, este numit din nou caimacam al Moldovei, împreună cu boierii Toader Carp și Constantin Donici.:p. 284